# Ambra (Bucine)

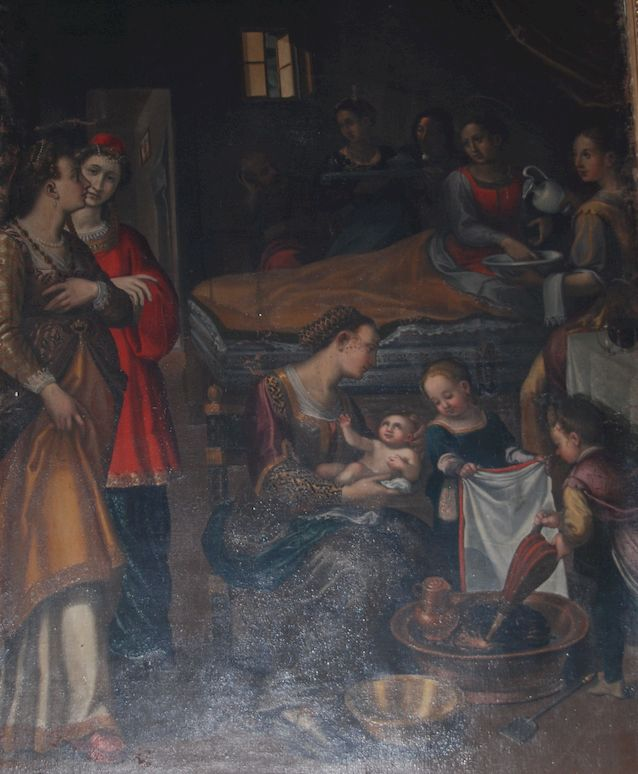
Michelangelo Vestrucci, La natività della Vergine (1600)

Ambra è una frazione del comune di Bucine in provincia di Arezzo.

## Geografia fisica
Il borgo è situato tra i colli del Chianti e il Valdarno superiore.

## Storia e descrizione
Ambra si colloca nella parte centrale del territorio del comune di Bucine, nel fondovalle compreso tra i colli che discendono dal sistema montuoso del Chianti e quelli che delimitano la zona della Valdichiana. Il nucleo insediativo si sviluppa lungo la riva sinistra del torrente Ambra e la zona si caratterizza per una consistente presenza di piccoli corsi d’acqua. Per quanto concerne l’origine del centro abitato, allo stato attuale della ricerca non si è in grado di formulare ipotesi avvalorate da testimonianze archeologiche e documentarie. La frequentazione dell’area sin dal periodo preistorico sembrerebbe essere dimostrata dal ritrovamento di utensili recuperati in aree circostanti l’attuale paese. Ad esempio si ha notizia del recupero in località Gavignano, a una distanza lineare di circa 500 metri rispetto ad Ambra, di un’industria litica attribuita genericamente al Paleolitico Superiore; nei pressi del centro inoltre è stata trovata un’ascia eneolitica attualmente conservata presso il Museo Pigorini di Roma. Altri dati si riferiscono al recupero nella zona di materiali di industria litica e ceramica attribuibile all’età del Bronzo. 
Per la prima età storica i dati a nostra disposizione sono molto scarsi e attualmente sembrerebbe assai remota l’ipotesi di un insediamento antico sul luogo dove oggi si sviluppa il centro demico. L’origine del nome Ambra potrebbe avere riferimenti linguistici antichi, ma tenendo conto che spesso i toponimi subiscono una traslazione nel tempo questo non può essere considerato una prova inconfutabile di una presenza insediativa antica. L'Atlante dei siti archeologici della Toscana riporta la notizia del ritrovamento ad Ambra di una statuetta bronzea del Dio Urano, ma non è conosciuta né l’esatta collocazione del ritrovamento né se questo fosse stato in giacitura primaria: di conseguenza anche tale dato non dimostra un’origine pre-romana del paese. 
Certa invece è la presenza di un insediamento etrusco sul colle che sovrasta ad est Ambra, nominato Poggio Castiglioni, che è stato oggetto di indagini archeologiche sistematiche. L’insediamento si sviluppa su un pianoro in parte artificiale sorretto da un muro monumentale di circa 2,40 metri di spessore. All’interno dell’area terrazzata sono state recuperate strutture murarie collegabili a varie abitazioni. La frequentazione del sito è ascrivibile ad un arco cronologico compreso gli ultimi decenni del VII secolo e la seconda metà del VI secolo a. C. 
Per il periodo che genericamente definiremo romano non sussistono al momento elementi per poter stabilire una presenza abitativa nel luogo attualmente occupato dal paese di Ambra. Interessante, per comprendere la geografia abitativa di questa zona nel periodo romano, sono alcuni ruderi ubicati a poca distanza da Ambra, in località Vepri, più precisamente nell’appezzamento di terreno nominato “Roma Antica”. In loco sono visibili alcuni lacerti murari in opus mixtum facenti parte probabilmente di un edificio monumentale romano databile generalmente al periodo imperiale. Il luogo citato, che si trova vicino alla Pieve di San Quirico a Capannole sembrerebbe infatti molto importante per capire le dinamiche insediative che portarono nel medioevo alla nascita dell’attuale Ambra, ma bisogna tener conto che per tutto il periodo tardoantico e alto medievale si assiste ad un vuoto documentario sia per quanto riguarda le fonti scritte che per quelle archeologiche. In documento datato al 1021 Ugo giudice fa un’ampia donazione all’Abbazia di Santa Fiora di Arezzo tra cui una casa e corte poste in loco Ambra infra plebe Sancti Quirichi. Un ulteriore documento del 1090 colloca la Pieve di San Quirico sita in Ambra. Dunque potremmo formulare l’ipotesi che vedrebbe almeno fino all’XI secolo la presenza di un luogo nominato Ambra, non dove si sviluppa l’attuale paese, ma nei pressi della Pieve di Capannole, forse nel luogo dove in periodo imperiale si trovava l’edificio monumentale precedentemente citato. Tale congettura rimane ad oggi priva di riscontri archeologici, solo attraverso uno studio sistematico si potrebbero recuperare informazioni utili per confermare o smentire questa ipotesi. I documenti citati in precedenza sono inoltre utili per comprendere alcune caratteristiche sul tipo di insediamento sviluppatosi nel luogo nominato Ambra: entrambi non riportano mai il termine castrum. Il primo documento edito conosciuto che specifica la presenza del castello di Ambra è del 1132. Pur tenendo conto dell’estrema esiguità dei dati in nostro possesso, potremmo ipotizzare cautamente la nascita del castello di Ambra agli inizi del XII secolo nel luogo dove oggi si trova il nucleo antico del paese. Attualmente gli elementi architettonici medievali riferibili al castello sono molto scarsi a causa dei frequenti assedi di cui Ambra fu soggetta nel corso dei secoli, basti ricordare una carta del 1270 nella quale si specifica la quasi totale distruzione del castello. Inoltre, il castello fu parzialmente distrutto nel 1558 da un forte terremoto che provocò due vittime e la totale distruzione della chiesa castellana. 
Il percorso delle mura castellane è ancora ben individuabile nell’odierno impianto urbano del centro storico di Ambra, nella zona che ancora oggi conserva il toponimo “Castello”. Il circuito murario possedeva una forma pseudo triangolare ed era ubicato sulla piccola altura delimitata dalle odierne via Benvenuto Cellini, vicolo della Luna, via del Fossato e via delle Carbonaie: i termini di quest’ultime chiaramente derivano da relitti toponomastici che indicano i sistemi difensivi del castello. Nel settore est sono ancora visibili lacerti delle mura difensive inglobate nelle abitazioni che ad esse si appoggiano, caratterizzate da ampi spessori e sono realizzate con pietra arenaria locale semplicemente spaccata posta su corsi sub orizzontali senza segni di rifinitura sulle superfici a vista. Nel settore nord si trova la torre facente parte del sistema difensivo castellano; la struttura nei secoli è stata notevolmente ridotta in altezza ed ampliata verso ovest. Originariamente la torre presentava una pianta poligonale con murature massicce e doveva caratterizzarsi da una scarsità di aperture limitate probabilmente solo a feritoie, di cui ancora oggi rimangono tracce sul prospetto est. La tecnica costruttiva si caratterizza da ampi spessori murari e dall’impiego di elementi litici semplicemente spaccati posti su un’apparecchiatura sub orizzontale ricca di scaglie litiche. Ad ovest rispetto alla torre si trova una delle porte del castello; l’elemento si apre verso nord ed è composta da un archivolto a pieno centro realizzato con pietre sbozzate e rifinite nelle superfici in maniera grossolana. Internamente l’ingresso possiede una copertura con volta a botte per circa due metri. Ad oggi non si è in grado di stabilire con certezza se il castello possedesse ulteriori torri e porte di accesso. 
Nella parte meridionale si trova un tratto di mura forse interpretabile come parte del recinto difensivo. Tale elemento si trova inglobato nel muraglione di contenimento ubicato al di sotto dell’odierna chiesa parrocchiale di Santa Maria Assunta. Da una preliminare lettura archeologica è stato notato come il muro di contenimento nella parte destra presenti una tecnica costruttiva diversa rispetto al resto della struttura e molto simile a quella dei tratti interpretabili come mura castellane. Una foto del 1900 mostra il muraglione di contenimento diverso da quello di oggi: la parte sinistra era più arretrata verso la chiesa, mentre la parte destra è nella posizione odierna, formando così una “risega” nell’andamento complessivo del muro. In un'ulteriore foto dei primi decenni del ‘900 il muro invece, presenta le medesime caratteristiche odierne e non è più visibile la “risega” precedentemente descritta; è plausibile che in vista della realizzazione del nuovo campanile, avvenuta nel 1913, fu deciso di ampliare lo spazio tra la chiesa e il muro di contenimento attraverso la realizzazione di una nuova struttura leggermente più spostata in avanti nella porzione occidentale e che andava ad accordarsi nella parte orientale con il precedente muro. Sarebbe molto interessante verificare se il muraglione raffigurato nella foto del 1900 potesse essere il tratto meridionale del circuito murario del castello; la tecnica costruttiva del tratto ancora visibile sembrerebbe simile alle altre murature del circuito difensivo, ma non avendo ulteriori dati a nostra disposizione tale ipotesi ancora non trova elementi di conferma. Per quanto concerne le testimonianze di abitazioni medievali all’interno del castello, gli elementi sopravvissuti nei secoli alle varie vicissitudini edilizie sono molto scarsi, spesso riconducibili a semplici lacerti murari inglobati nelle abitazioni moderne. Interessanti sono alcune testimonianze presenti in via del Castello, all’altezza del numero civico 6; riferibili a una tipologia edilizia medievale nominata “casa a pilastri”, molto frequente in Toscana. Questo tipo di abitazioni erano costituite da due pilastri portanti angolari in muratura con sviluppo verticale in più piani. Lo spazio vuoto delimitato dai pilastri veniva tamponato con materiale leggero, quale legno e molto spesso i solai risultavano aggettanti rispetto al profilo dei prospetti in modo da creare dei ballatoi. Queste abitazioni medievali sono state datate tra la fine del XIII secolo e la seconda metà del XIV secolo. Le Case a Pilastro in un primo momento sembravano peculiari della città di Pisa, ma con lo sviluppo della ricerca è stato notato una diffusione di queste in molte zone della Toscana. 
Come tipologia sembrerebbe nata in contesto urbano e poi successivamente esportata anche nei territori circostanti alle città. Tale processo sembrerebbe legato a una nuova pianificazione urbanistica voluta dalle città stesse che esercitavano un controllo politico su questi centri minori. Le case a pilastro sono presenti anche nella città di Arezzo e in alcuni castelli aretini che a partire dalla seconda metà del XIII secolo entrano sotto il controllo della città. Questo aspetto è molto interessante anche per il caso specifico del castello di Ambra in quanto in un documento del 1270, in cui si evince lo stato di assoluta rovina del castello per motivi bellici, i rappresentanti di Ambra chiedono aiuto alla città di Arezzo per la ricostruzione e il ripopolamento. Dunque potremmo ipotizzare che le case a pilastro presenti ad Ambra siano il frutto di una nuova riorganizzazione urbanistica del castello promossa dalla città di Arezzo alla fine del XIII secolo. 

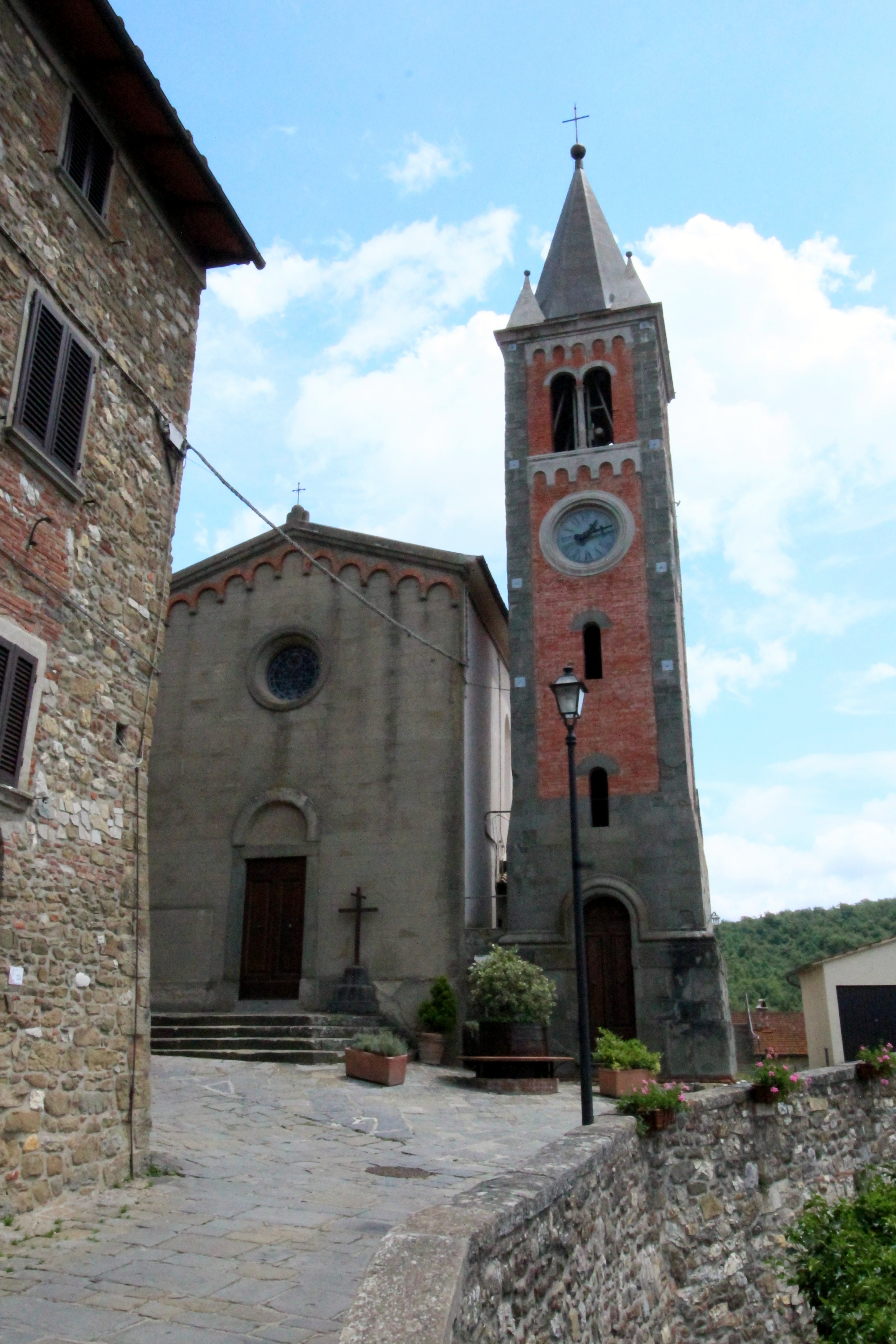
Santa Maria Assunta, facciata e campanile

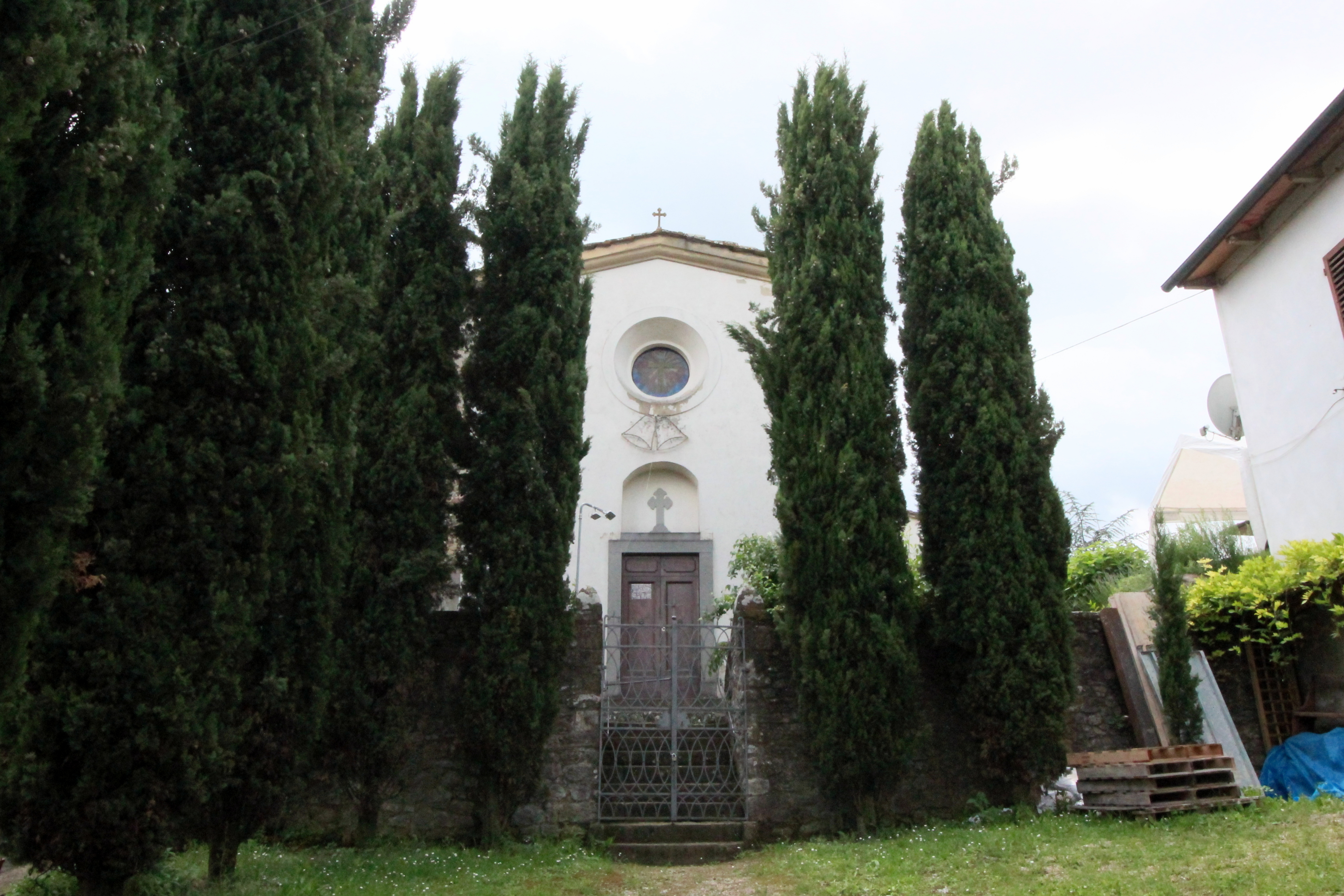
Chiesa della Compagnia di Santa Croce

La chiesa del castello è di origine medievale ed è intitolata a Santa Maria Assunta, ma ormai ha perso del tutto le proprie caratteristiche medievali e presenta una facies attuale frutto di pesanti interventi di ricostruzione realizzati a metà del XX secolo. Secondo la tradizione locale la chiesa medievale non doveva trovarsi dove si colloca l’attuale edificio di culto, ma nel palazzo di fronte, con relativo cimitero nel giardinetto ubicato al centro del castello. Tale congettura è del tutto priva di fondamenta scientifiche e risulta molto improbabile uno spostamento della chiesa nei secoli e soprattutto la presenza di un cimitero nella zona centrale del castello. Resti di sepolture sono state recuperate intorno all’attuale chiesa e dentro ad essa. Sembra verosimile che la chiesa sia sempre stata ubicata dove si trova oggi, anche se le dimensioni originarie probabilmente erano notevolmente ridotte. Dal Catasto Lorenese si può notare come l’edificio avesse una lunghezza fino all’attuale arco trionfale, mentre l’odierna zona presbiteriale ospitava due abitazioni e una zona aperta. Come già citato in precedenza nella zona strettamente circostante alla chiesa doveva trovarsi il cimitero, anche se frequentemente alcune sepolture venivano inserite all’interno dell’edificio. A tale proposito, anche se in una fonte documentaria moderna, si ricorda la visita Pastorale del 1516, nella quale si specificano le buone condizioni della chiesa fatta eccezione per il pavimento rovinato dalle sepolture. 
Per il periodo che potremmo genericamente definire moderno l’abitato di Ambra si estese al di fuori dell’antico tracciato murario del castello, sul versante meridionale, formando un piccolo borgo che costeggiava il vecchio perimetro del castello corrispondente alle attuali via Benvenuto Cellini e il Vicolo della Luna. La nascita del borgo è difficilmente databile in base ai dati ad oggi disponibili; in un'abitazione è presente un elemento fittile con incisa la data 1517. 
Alla seconda metà del XVI secolo potrebbe corrispondere la costruzione della chiesa della Compagnia di Santa Croce, localizzata anch’essa al di fuori del castello medievale. Tale ipotesi sembrerebbe avvalorata dall’analisi delle Visite Pastorali; infatti nei documenti l’Oratorio Di Santa Croce compare soltanto nella Visita del 1575 nella quale si specifica che la struttura mantiene i sacramenti della Chiesa castellana di Santa Maria, poiché quest’ultima è in rovina. Nell'edificio si trova il dipinto con Il Miracolo della vera Croce, opera del pittore fiorentino Domenico Frilli Croci, firmato e datato 1622. La tela venne commissionata da Jacopo di Bastiano da San Martino d'Ambra, ed è contraddistinta dalla consueta impeccabile esecuzione pittorica del pittore, dal suo vivace colorismo, dal suo naturalismo, uniti qui ad un tono più popolaresco che in altre sue opere.

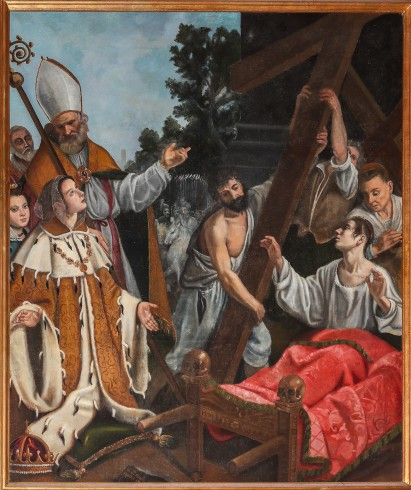
Frilli Croci Domenico. 1622, Il Miracolo della Vera Croce

In tempi più recenti il borgo conobbe un ulteriore piccolo sviluppo sempre nel settore meridionale con la formazione dell’attuale tratto di via Trieste all’interno del centro storico. Di questo generico contesto cronologico l’edificio di maggiore pregio architettonico è certamente Villa Mani-Zampi. Non sono stati ricercati documenti che possano stabilire con esattezza la data di realizzazione dell’edificio, ma da una preliminare osservazione dei caratteri tipologici può essere inserito in arco cronologico compreso tra la fine del XVIII e i primi decenni del secolo successivo. A questo periodo probabilmente corrisponde anche la costruzione di Palazzo Paladini nel centro dell’antico castello.Un'altra notevole operazione edilizia fu la costruzione alla fine del XIX secolo di una filanda per la tiratura della seta da parte di Adolfo Zampi, un ricco proprietario del posto; la struttura fu inaugurata nel 1896. L’ultimo sviluppo urbanistico di Ambra è riconducibile al secondo dopo guerra in cui si è venuto a delineare l’aspetto dell’odierno paese.

## Società

### Tradizioni e folclore
La Pro-Loco è stata sempre attiva nel paese organizzando sagre, feste e ogni tipo di attrazione, fra cui, la principale, è la sagra della lumaca che ha luogo la seconda settimana di settembre e vede una rievocazione medioevale del borgo con degustazione di prodotti tipici. Alla fine viene fatto il "Palio della palla tonchiata" che consiste nel far rotolare una palla gigante con al suo interno ferrame di ogni tipo.
Esse sono spinte da due rappresentanti per ognuno dei 5 rioni in cui è suddiviso il paese:
- Rione Senese (colore verde) zona ovest, comprende via Trieste, vie delle Casine e San Martino
- Rione della Piazza (colore giallo) zona della piazza e dintorni
- Rione del Castello (colore bordeaux) zona del castello
- Rione del Poggio (colore bianco) zona nord, comprende via Leonardo da Vinci
- Rione Pozzo (colore blu) zona est comprende via Trieste, via Giotto, via Alessandro volta e via Dante Alighieri

Il rione che arriva primo al traguardo si aggiudica il palio.

## Sport
Ambra è sede di tre società calcistiche: l'U.S. Ambra, che nella stagione 2015-2016 ha militato e vinto il campionato di Prima Categoria conquistando un'altra storica promozione nella Promozione Toscana per la stagione 2016-2017, i Panzer Ambra, squadra che per la stagione 2015-2016 ha militato nel campionato amatoriale UISP del Valdarno; infine la neonata società Atletico Valdambra che ha giocato nel campionato di Terza Categoria 2016-2017.